# Balsas lipídicas

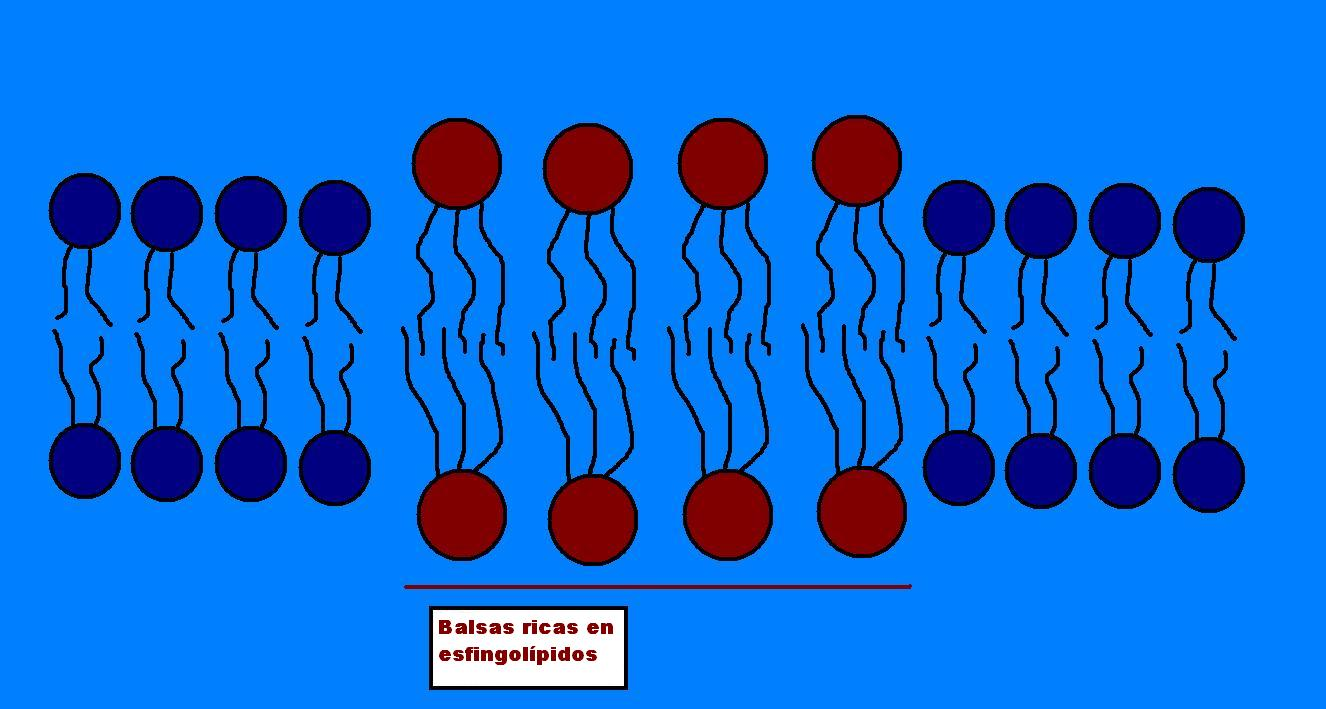
Balsas de lípidos.

Una balsa lipídica o almadia lipídica o acumulación lipídica  (lipid raft en inglés) es un microdominio de la membrana plasmática cuya fluidez es mucho menor a la de su entorno. Se encuentran enriquecidos en colesterol, fosfolípidos saturados y proteínas de membrana. Si bien su tamaño es variable, típicamente poseen unos 50 nm de diámetro.

## Descripción
Las balsas de lípidos son microdominios moleculares situados en la membrana plasmática, que consisten en asociaciones estables entre los esfingolípidos, glucolípidos y el colesterol.
Por ello, estos grupos forman una fase lipídica más densa que los glicerofosfolípidos, y así constituyen zonas especiales de la membrana plasmática que funcionan como "balsas" que flotan entre el conjunto de los demás lípidos.
Se sabe que estas balsas intervienen en gran número de funciones celulares (y cada vez se descubren más), como pueden ser la respuesta a la invasión de patógenos, la homeostasis del colesterol, angiogénesis, transducción de señales, etc.
Estas unidades en la membrana plasmática son muy diversas y dinámicas en cuanto a tamaño y composición, y tienen asociadas proteínas de membrana que les confieren distintas propiedades y funciones. Por lo tanto, teniendo en cuenta estas balsas de lípidos, debemos ver la membrana plasmática como un componente celular heterogéneo en el cual se disponen numerosas balsas de lípidos que cambian en sus propiedades y definen funciones distintas en las regiones de la membrana celular.

## Descubrimiento
Desde 1975 se pensaba que en las membranas plasmáticas, los fosfolípidos y las proteínas de membrana estaban ubicuamente distribuidas de acuerdo a un Modelo de mosaico fluido. Pero en 1988 Kai Simons, del EMBL en Alemania y Gerrit van Meer de la universidad de Utrecht, en Holanda, sugirieron una idea novedosa, en el sentido de que existen microdominios que están enriquecidos en muchos tipos de lípidos como el colesterol, glicolípidos y esfingolípidos, todos ellos presentes en las membranas plasmáticas. El concepto original de balsas fue usado en una explicación para el transporte de colesterol desde la región trans-Golgi hacia la membrana plasmática. La idea fue formalmente desarrollada en 1997 por Simons e Ikonen.

## Ejemplos
Se ha observado que ciertas proteínas relacionadas con los procesos de señalización celular están asociadas con las balsas lipídicas. En este tipo se incluyen las proteínas ancladas a glicosilfosfatidilinositol (GPI), las tirosin-quinasas doblemente aciladas de la familia Src y las proteínas trasmembrana. También puede intervenir en esta asociación, al menos parcialmente, las colas insaturadas y aciladas de las tirosin-quinasas y las proteínas ancladas a GPIs, que concuerdan más con las propiedades de los esfingolípidos que el resto de la membrana. (Simons & Ikonen, 1997). Mientras que estas proteínas tienden a estar continuamente presentes en las balsas lipídicas, hay otras que se asocian con ellas solo cuando estas proteínas están activadas. Algunos ejemplos de estas incluyen, aunque no están limitadas a, receptores de linfocitos B (BCRs), receptores de linfocitos T (TCRs), PAG y una encima llamada CD 39.
Otras proteínas están excluidas de las balsas lipídcas, como el receptor de la transferrina y un miembro de la familia Ras. Típicamente la inclusión o exclusión de las proteínas está determinada por el hecho de que se encuentren en los fragmentos de membrana extraídos utilizando Tritón (según la definición DRM de balsas).
Los investigadores han puesto a prueba la presencia y la importancia de las balsas lipídicas en la señalización celular comprendiendo primero los procesos iniciales de señalización y posteriormente alterando las balsas de lípidos y observando en ese momento cualquier cambio que se produzca en la función celular. Las balsas de lípidos se alteran típicamente eliminando el colesterol de la membrana utilizando para ello sistemas como el de la metil-β-ciclodrexina o antibióticos como la flipina.
En los linfocitos B normales, cuando la célula encuentra un antígeno, los receptores de los linfocitos B se pasan a un dominio de balsa de lípidos y ahí da el relevo de una señal que provoca la proliferación celular en las células plasmáticas y producen anticuerpos. No obstante, cuando se eliminaba el colesterol de los linfocitos B, presumiblemente destruyendo con ello las balsas de lípidos, los receptores de las células B ya no eran capaces de dar el relevo de la señal de que habían encontrado un antígeno y no se producían anticuerpos. De modo similar, cuando las balsas se eliminaban de los linfocitos T, también los TCRs perdían su capacidad de trasmitir las señales cuando encontraban un antígeno. La eliminación de las balsas también afectaba la función de la CD39, una enzima que tiene un papel en la agregación plaquetaria.
Se ha implicado a las balsas en otros procesos y sistemas tanto fisiológicos como patológicos. esto incluye la señalización celular, el tráfico molecular y la función de los sistemas vascular, digestivo y reproductor. Se ha relacionado la patogénesis de enfermedades como el SIDA (viral), salmonelosis (bacteriana) y malaria (parásito eucariota) al papel de las balsas. Típicamente esto implica el "secuestro" de la función de las balsas de las células hospedadoras por el patógeno para sus propios propósitos, p. ej. para acceder al interior de la célula hospedadora.

## Visualización de las balsas de lípidos
Debido a que su tamaño es menor que el límite de difracción clásico de los microscopios de luz, las balsas de lípidos son difíciles de visualizar directamente. A pesar de esto, se utiliza extensamente la microscopía de fluorescencia en este campo. Por ejemplo, los fluoróforos conjugados con la subunidad B de la toxina colérica, que se une a un componente de la balsa llamado gangliósido GMN1 se utiliza extensamente. También se utilizan los colorantes de membrana lipófilos en cualquiera de los territorios de la membrana celular, ya sea en las balsas o en el grueso de la membrana, o cambian sus propiedades de fluorescencia en respuesta a las fases de la membrana. El Laurdan es uno de los primeros ejemplos de este último tipo de colorantes. Las balsas también pueden ser marcadas por expresión genética de proteínas fluorescentes de fusión como la Lck-GFP (Lck unida a la proteína verde fluorescente).
Para combatir los problemas de pequeño tamaño y naturaleza dinámica, está adquiriendo importancia la utilización de rastreo de partículas individuales y moléculas mediante cámaras CCD sensibles refrigeradas y la microscopía de reflexión interna total (TIRF. Esto permite obtener información sobre la difusividad de las partículas de la membrana al tiempo que se ven "corrales" de membrana, barreras y lugares de confinamiento.
Se pueden utilizar otras técnicas ópticas como la correlación de fluorescencia y correlación cruzada de espectroscopia (FCS/FCCS) para obtener información de la movilidad de los fluoróforos en la membrana. La transferencia de energía de resonancia fluorescente (FRET) puede detectar cuando los fluoróforos están en estrecha proximidad y las técnicas de pinzas ópticas pueden proporcionar información sobre la viscosidad de la membrana.
También se utilizan microscopios de fuerza atómica (MFA), Microscopios de barrido de conductancia iónica (SICM)y resonancia magnética nuclear (NMR). Sin embargo, la técnica más empleada aún es la microscopía de fluorescencia. En el futuro se espera que las microscopías de super-resolución como la Deplección estimulada de emisión (STED) o varias formas microscopía de iluminación estructurada puede solucionar los problemas impuestos por el límite de difracción.

## Controversia sobre las balsas de lípidos
El papel de las balsas en la señalización, tráfico y estructura celular aún tiene que ser determinado a pesar de los muchos experimentos comprendidos en las diferentes metodologías.
Entre los argumentos en contra de la existencia de balsas lipídicas están los siguientes:
- Primero, debe existir una línea de tensión entre las fases Lα y Lo. Esta línea ha sido observada en membranas modelo, pero no ha sido aún observada en sistemas celulares.
- Segundo, no hay consenso en el tamaño de las balsas lipídicas, del que se ha publicado que podría estar comprendido entre 1 y 1000 nanómetros.
- Tercero, la escala temporal de la existencia de las balsas lipídicas es desconocida. Si las balsas lipídicas existen, solo puede suceder en una escala temporal que es irrelevante para los procesos biológicos.
- Cuarto, La membrana completa puede estar en fase Lo.

Una primera refutación de este último punto sugiere que la fase Lo de las balsas está más estrechamente empaquetada debido a los enlaces intramoleculares de hidrógeno que se dan entre los esfingolípidos y el colesterol que no se ve por doquier. 
Un segundo argumento cuestionaría la eficacia de los diseños experimentales cuando se alteran las balsas lipídicas. Pike y Miller discutieron las principales dificultades encontradas cuando se utiliza la deplección de colesterol para determinar la función de las balsas lipídicas. Estos investigadores comentaron que la mayoría de los investigadores estaban utilizando métodos agudos de deplección de colesterol, que alteraban las balsas, pero también ateraba otro lípido conocido como PIP(4,5)P2. Este desempeña un amplio papel en la regulación del citoesqueleto y la alteración del PIP(4,5)P2 provoca también muchos de los mismos resultados de este tipo de deplección del colesterol, incluido la difusión lateral de las proteínas de membrana. Puesto que estos métodos alteran tanto las balsas como el PIP(4,5)P2, Kwik y otros concluyeron que la pérdida de una función celular particular tras la deplección del colesterol puede no ser necesariamente atribuible solamente a la alteración de las balsas lipídicas, puesto que otros procesos independientes de las balsas también pueden verse afectados. Finalmente, mientras se cree que las balsas de lípidos están conectadas de algún modo a las proteínas, Eddin argumenta que las proteínas atraen a los lípidos de la balsa por interacciones de las proteínas con las cadenas acilo de los lípidos, y no de otro modo.